# Marna (Niger)
Marna (auch: Maréna, Marina) ist ein Dorf in der Landgemeinde Torodi in Niger.

## Geographie
Das von einem traditionellen Ortsvorsteher (chef traditionnel) geleitete Dorf befindet sich rund 22 Kilometer westlich des urbanen Zentrums von Torodi, des Hauptorts der gleichnamigen Landgemeinde und des gleichnamigen Departements Torodi, das zur Region Tillabéri gehört. Zu den Siedlungen in der näheren Umgebung von Marna zählen Tolba im Nordwesten, Djayel im Nordosten, Magou im Osten, Fayra Mamoudou im Südosten und Kiki im Südwesten.
Marna liegt auf einer Höhe von 234 m. Das Dorf ist Teil der Übergangszone zwischen Sahel und Sudan. Die durchschnittliche jährliche Niederschlagsmenge beträgt hier zwischen 500 und 600 mm.

## Geschichte

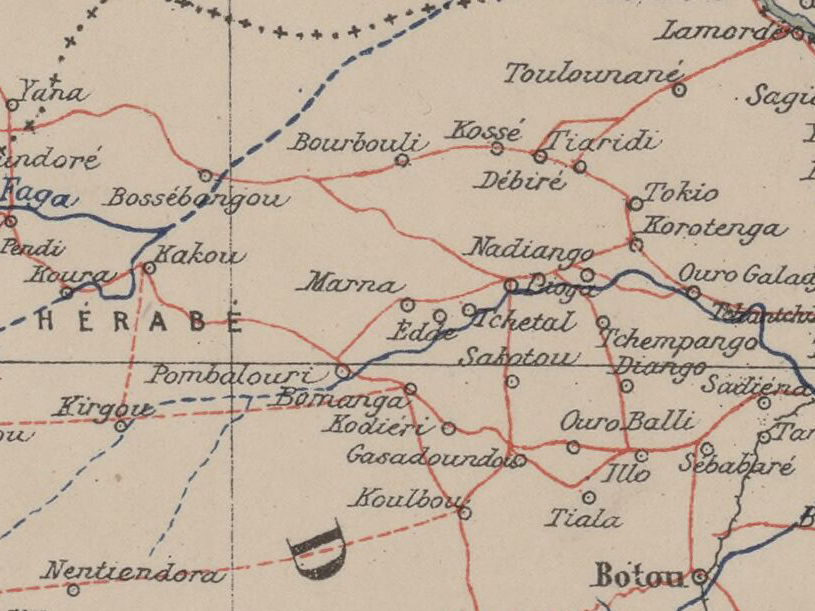
Ausschnitt einer Karte von 1903 mit Marna im Zentrum

Der französische Offizier Parfait-Louis Monteil besuchte Marna von 30. Juli bis 3. August 1891 bei seiner großen Westafrika-Reise. Aus Kakou kommend, konnte er sich in Marna nach einer längeren Durststrecke mit Lebensmitteln eindecken.
Die Region Tillabéri und insbesondere das Departement Torodi waren ab 2019 verstärkt der Gefährdung durch nichtstaatliche bewaffnete Gruppen ausgesetzt. Diese äußerte sich in Angriffen, Morden, Entführungen, Plünderungen und Einschüchterungen. Marna gehörte zu den Dörfern, aus denen deswegen Anfang 2021 Menschen flüchteten.

## Bevölkerung
Bei der Volkszählung 2012 hatte Marna 338 Einwohner, die in 47 Haushalten lebten. Bei der Volkszählung 1988 betrug die Einwohnerzahl 635 in 83 Haushalten.

## Wirtschaft und Infrastruktur
Es gibt eine Schule im Dorf. Bei Marna verläuft die 90 Kilometer lange Route 646, eine einfache Piste, über die der Gemeindehauptort Torodi erreicht wird und die im Westen im Dorf Dogona Boborgou Saba endet.